# Wereldkampioenschap voetbal 2006 (Groep D) Portugal - Iran
Deze pagina is een subpagina van het artikel Wereldkampioenschap voetbal 2006. Hierin wordt de wedstrijd in de groepsfase in groep D tussen Portugal en Iran gespeeld op 17 juni 2006 nader uitgelicht.

## Nieuws voorafgaand aan de wedstrijd
- 16 juni - De Portugese top-spits Cristiano Ronaldo klaagde donderdag van pijnlijke spieren, maar zal waarschijnlijk toch kunnen spelen tegen Iran.

## Wedstrijdgegevens
| Datum                | 17 juni 2006                  | 17 juni 2006                  |
| Stadion              | Commerzbank-Arena, Frankfurt  | Commerzbank-Arena, Frankfurt  |
| Toeschouwers         | 43.000                        | 43.000                        |
| Scheidsrechter       | Eric Poulat                   | Eric Poulat                   |
| Assistenten          | Vincent Texier Lionel Dagorne | Vincent Texier Lionel Dagorne |
| Vierde man           | Mohamed Guezzaz               | Mohamed Guezzaz               |
| Man van de wedstrijd | Deco                          | Deco                          |
|                      | Portugal                      | Iran                          |
| Doelpunten           | 2                             | 0                             |
| Gele kaarten         | 3                             | 4                             |
| Rode kaarten         | 0                             | 0                             |
| Wissels              | 3                             | 3                             |
| Schoten op doel      | 10                            | 1                             |
| Schoten naast doel   | 18                            | 5                             |
| Overtredingen        | 19                            | 18                            |
| Hoekschoppen         | 13                            | 1                             |
| Buitenspel           | 4                             | 3                             |
| Strafschoppen        | 1                             | 0                             |
| Balbezit (tijd)      | 32'00"                        | 19'00"                        |
| Balbezit (%)         | 63%                           | 37%                           |

| Portugal | 2 – 0           | Iran |
| Deco 63' Cristiano Ronaldo 80' (pen.)                                                                                             | goals (assists) | |
| Luiz Felipe Scolari | bondscoach      | Branko Ivanković |
| Ricardo Fernando Meira Costinha Luís Figo 88' Pauleta Miguel Nuno Valente Ricardo Carvalho Cristiano Ronaldo Maniche 67' Deco 80' | opstellingen    | Ebrahim Mirzapour Mehdi Mahdavikia 88' Yahya Golmohammadi Rahman Rezaei Javad Nekounam 65' Ali Karimi Vahid Hashemian Hossein Kaabi Andranik Teymourian Mohammad Nosrati 66' Mehrzad Madanchi |
| Petit 67' Tiago 80' Simão Sabrosa 88'                                                                                             | wissels         | 65' Ferydoon Zandi 66' Rasoul Khatibi 88' Sohrab Bakhtiarizadeh |
| Pauleta 45+1' Deco 48' Costinha 61'                                                                                               | gele kaarten    | 20' Javad Nekounam 32' Mehrzad Madanchi 73' Hossein Kaebi 88' Yahya Golmohammadi |
| | rode kaarten    | |

## Overzicht van wedstrijden
| Groepswedstrijden | | | |
| Groep A | Groep B | Groep C | Groep D |
| Duitsland - Costa Rica Polen - Ecuador Duitsland - Polen Ecuador - Costa Rica Ecuador - Duitsland Costa Rica - Polen             | Engeland - Paraguay Trinidad en Tobago - Zweden Engeland - Trinidad en Tobago Zweden - Paraguay Zweden - Engeland Paraguay - Trinidad en Tobago | Argentinië - Ivoorkust Servië en Montenegro - Nederland Argentinië - Servië en Montenegro Nederland - Ivoorkust Nederland - Argentinië Ivoorkust - Servië en Montenegro | Mexico - Iran Angola - Portugal Mexico - Angola Portugal - Iran Portugal - Mexico Iran - Angola                               |
| Groep E | Groep F | Groep G | Groep H |
| Italië - Ghana Verenigde Staten - Tsjechië Italië - Verenigde Staten Tsjechië - Ghana Tsjechië - Italië Ghana - Verenigde Staten | Australië - Japan Brazilië - Kroatië Brazilië - Australië Japan - Kroatië Japan - Brazilië Kroatië - Australië                                  | Frankrijk - Zwitserland Zuid-Korea - Togo Frankrijk - Zuid-Korea Togo - Zwitserland Togo - Frankrijk Zwitserland - Zuid-Korea                                           | Spanje - Oekraïne Tunesië - Saoedi-Arabië Spanje - Tunesië Saoedi-Arabië - Oekraïne Saoedi-Arabië - Spanje Oekraïne - Tunesië |
| Achtste finales | | | |
| Duitsland - Zweden Argentinië - Mexico                                                                                           | Italië - Australië Zwitserland - Oekraïne | Engeland - Ecuador Portugal - Nederland | Brazilië - Ghana Spanje - Frankrijk                                                                                           |
| Kwartfinales | | | |
| Duitsland - Argentinië | Italië - Oekraïne | Engeland - Portugal | Brazilië - Frankrijk |
| Halve finales | | | |
| Duitsland - Italië | Duitsland - Italië | Portugal - Frankrijk | Portugal - Frankrijk |
| Troostfinale | | | |
| Duitsland - Portugal | | | |
| Finale | | | |
| Italië - Frankrijk | | | |